# Guilin

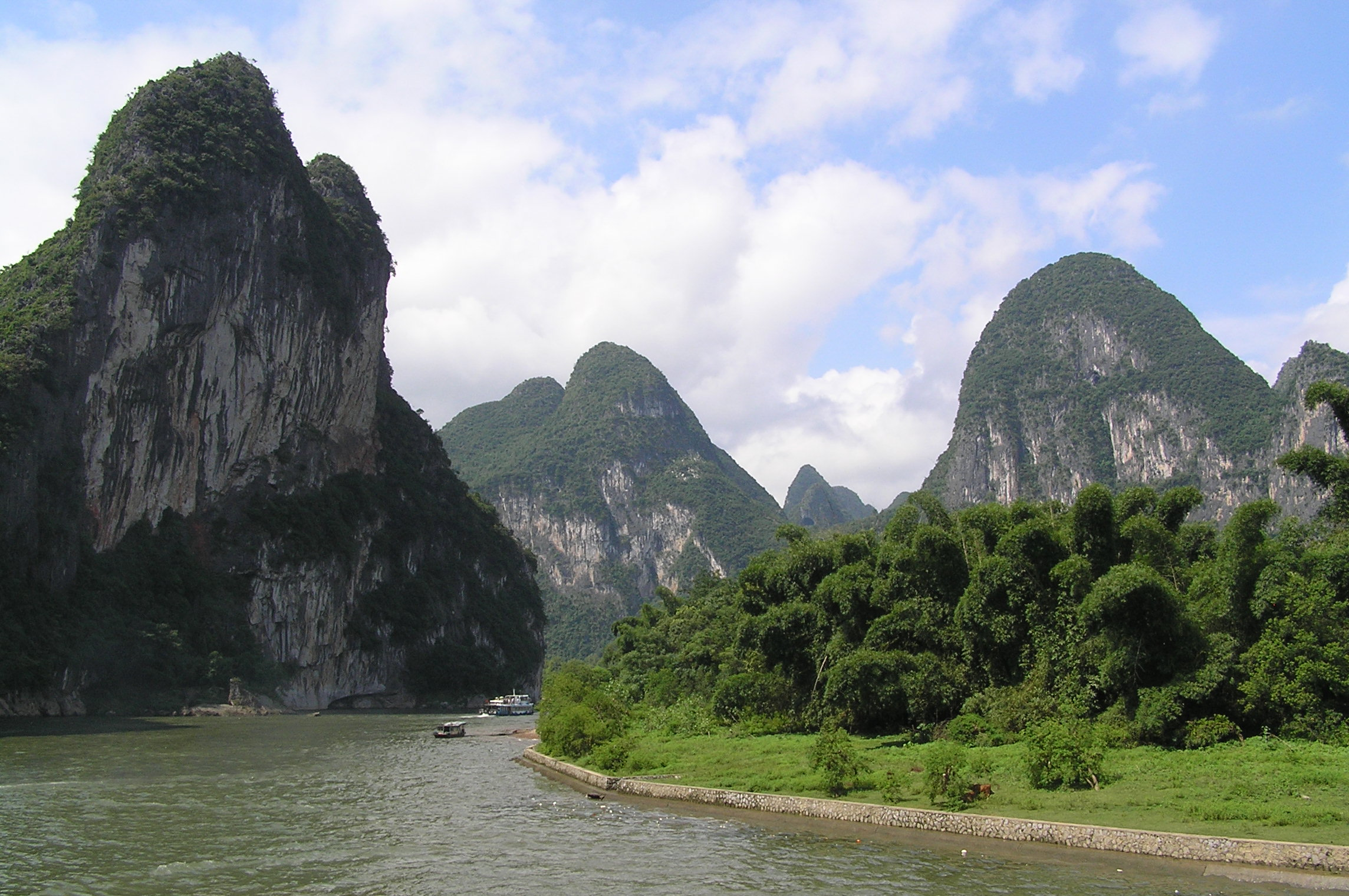
De Li tussen de karsttorens

Guilin is een stad in de gelijknamige prefectuur in het zuiden van China. Bij de volkstelling van 2020 had de stad 1.361.244 inwoners, de gehele prefectuur had 4.931.137 Inwoners.
Guilin ligt aan de rivier de Li in de provincie Guanxi. Guilin en omgeving vormen een van China's belangrijkste toeristische bestemmingen. Het landschap ten zuiden en oosten bestaat uit ongeveer 100 tot 200 m hoge karsttorens. Dit zijn alleenstaande bergen, waarvan de wanden bijna loodrecht zijn en die zijn gevormd doordat de omliggende kalksteen in water is opgelost. Yueliang Shan (de maanheuvel) in Yangshuo is een bekende, op dezelfde manier gevormde natuurlijke brug. Ten noorden van Guilin zijn de fotogenieke rijstterrassen van Longsheng. Ten noordwesten van Guilin wonen de Dong in soms nog traditionele dorpen.
De stad Yangshuo tussen gelijkaardige bergen is zeer bekend als toeristische attractie.
Er zijn vier universiteiten.

## Klimaat
| Maand                  | jan  | feb  | mrt  | apr  | mei  | jun  | jul  | aug  | sep  | okt  | nov  | dec  | Jaar  |
| ---------------------- | ---- | ---- | ---- | ---- | ---- | ---- | ---- | ---- | ---- | ---- | ---- | ---- | ----- |
| Hoogste maximum (°C)   | 27,6 | 32,8 | 33,7 | 35,6 | 35,4 | 37,4 | 39,5 | 39,4 | 38,5 | 35,2 | 31,4 | 27,6 | 39,5  |
| Gemiddeld maximum (°C) | 11,5 | 12,7 | 16,5 | 22,7 | 27,1 | 30,4 | 32,6 | 32,8 | 30,3 | 25,6 | 20,2 | 15,2 | 23,1  |
| Gemiddeld minimum (°C) | 5,4  | 7,0  | 10,4 | 15,9 | 20,1 | 23,4 | 24,8 | 24,5 | 21,9 | 17,3 | 12,1 | 7,3  | 15,8  |
| Laagste minimum (°C)   | −4,9 | −3,6 | 0,0  | 4,0  | 10,7 | 13,0 | 18,2 | 18,3 | 12,9 | 6,1  | 0,7  | −3,3 | −4,9  |
|                        |      |      |      |      |      |      |      |      |      |      |      |      |       |
| Neerslag (mm)          | 63   | 97   | 137  | 247  | 352  | 347  | 231  | 173  | 82   | 66   | 64   | 43   | 1.902 |
| Bron: WeerOpReis.com   |      |      |      |      |      |      |      |      |      |      |      |      |       |

## Bestuurlijke indeling
Guilin bestaat uit 17 provincies:
- vijf districten:
  - Xiufeng District 秀峰区
  - Xiangshan District 象山区
  - Diecai District 叠彩区
  - Qixing District 七星区
  - Yanshan District 雁山区
- tien arrondissementen:
  - Lingui County 临桂
  - Yangshuo County 阳朔
  - Lingchuan County, Guangxi 灵川
  - Xing'an County 兴安
  - Quanzhou County 全州
  - Yongfu County 永福
  - Ziyuan County 资源
  - Guanyang County 灌阳
  - Pingle County 平乐
  - Lipu County 荔浦
- twee autonome regio's:
  - Gongcheng Yao Autonomous County 恭城瑶族自治县
  - Longsheng Various Nationalities Autonomous County 龙胜各族自治县

## Verkeer en vervoer
De luchthaven van Guilin is Guilin Liangjiang International Airport. Het treinstation is het Guilin Train Station.

## Sport
In en rond Guilin wordt vanaf 2017 jaarlijks in oktober de wielerwedstrijd Ronde van Guangxi verreden.

## Galerij

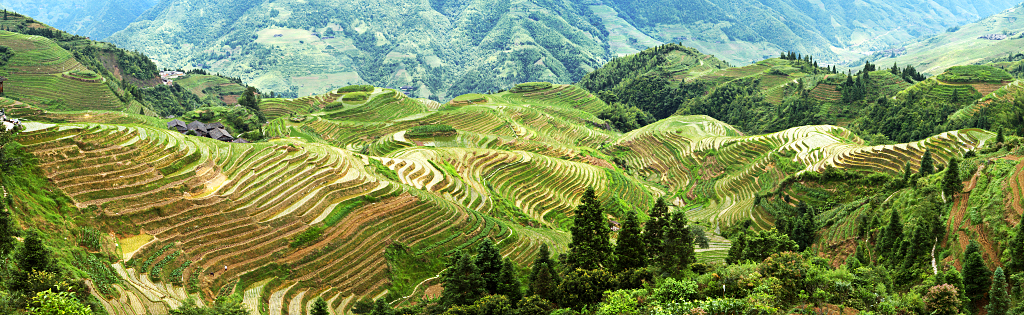
Rijstterrassen van Longsheng
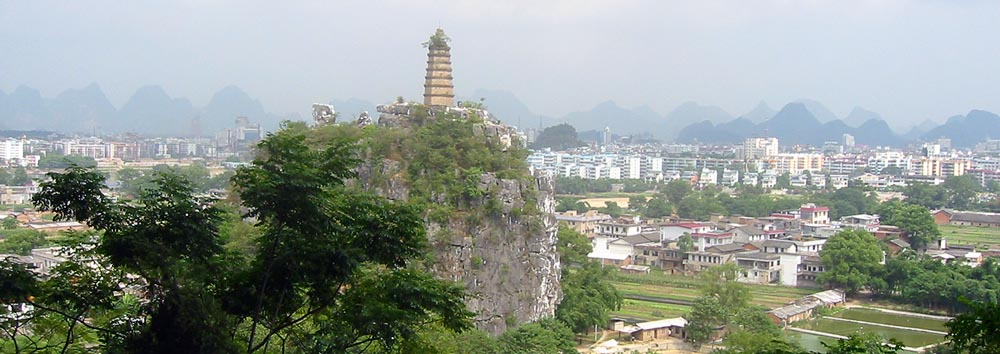
Guilin